# Catarina Parda
Catarina Parda (nascida em 1862) foi uma escrava e prostituta brasileira, uma das muitas vítimas de escravidão e prostituição. Seu nome consta em documentos de processos judiciais que foram emblemáticos para discussão sobre direitos individuais em sua época.

## História
Catarina nasceu em uma fazenda do Rio Grande do Norte, e com 15 anos foi vendida para o Rio de Janeiro consignada a João Fonseca, que a vendeu logo à senhora Maria Amélia Francelina Cabral de Azevedo, que obrigou a menina a se prostituir, apresentando-se seminua na janela da casa e chamando a atenção dos transeuntes. Todo o dinheiro ganho por Catarina era dado à senhora. Se não conseguia clientes suficientes, recebia  castigos corporais e era ameaçada com a Casa de Correção para escravos rebeldes e insubmissos.
A polícia, na época, era conivente e frequentemente ajudava aos donos de prostitutas, mas houve também líderes da polícia que tentaram combater a exploração de escravas na prostituição, alegando que "ninguém teria o direito de abusar de sua propriedade e, muito menos, quando consiste em criaturas humanas". Exigiam que o dono que abusasse de sua escrava de tal maneira, perdesse o direito de ser seu senhor, tornando a escrava livre. Em 1871, o chefe da Polícia da Corte, Francisco de Faria Lemos, liderou uma campanha em que foram liberadas mais de cem escravas por essa regra. Em relato do juiz, foram descritas as atrocidades que os senhores e senhoras cometiam contra suas escravas para forçá-las a submeter-se aos desejos abusivos dos clientes. Porém, mais tarde, a polícia teve que recuar diante dos advogados dos donos de escravas, defendendo sua propriedade. Assim também terminou o caso da escrava Catarina Parda. Depois de uma investigação da polícia na casa da senhora Maria Amélia Cabral, acharam provas contundentes e exigiram da senhora que mandasse a "pardinha" para a estação de guarda urbana para prestar depoimento. Nele a escrava confirmou que não queria se prostituir, mas que a senhora a castigava e forçava a se vender na janela da casa, entregando-lhe todo o dinheiro, e recebendo castigos corporais, principalmente açoitadas, quando não conseguia, no mínimo, dez mil-réis por dia. Mas apesar das provas e do depoimento, a senhora dela obteve um habeas corpus, e a polícia teve que lhe devolver a escrava. Como Catarina foi castigada, por denunciar sua senhora, e como e quando ela morreu, não se sabe ao certo. Sabe-se, porém que mulheres como Catarina morriam cedo, vitimadas por sífilis e outras doenças, além os constantes castigos corporais.